# 甄士隐
甄士隐，《红楼梦》人物，谐音“真事隐”，名费，字士隐。家住阊门外十里街仁青巷的葫芦庙旁。禀性恬淡，不以功名为念。终身未养一子，只年近半百时生有一女甄英莲。曾经在梦中从一僧一道那里见识了“通灵宝玉”，并听到他们谈论绛珠仙子与神瑛侍者之事。为人善良，曾救济过穷儒贾雨村。后来，女儿在元宵被人拐走，家又遭遇火灾，被迫带著妻子和两个丫头投奔岳丈封肃。由于封肃嫌贫爱富，士隐又不懂生理稼穑之事，致使贫病交攻，最后跟从跛足道人出家。

## 影射
- 南明朝说，认为甄士隐影射南明王朝；
- 清朝亲王说，认为甄士隐影射清初的一位亲王；
- 荣国府缩影说，认为甄士隐是荣国府的缩影，开场预演了荣国府的由盛及衰的过程。